# Whisky Priests
Die Whisky Priests sind eine im Jahr 1985 gegründete Folkrock-Band um die Brüder Gary (Songwriting, Gesang) und Glen Miller (Akkordeon) aus dem nordenglischen Durham. Zusammen mit wechselnden Musikern spielen sie von Irish Folk und Punk beeinflussten Folk-Rock im Stil von The Pogues, The Men They Couldn’t Hang und Billy Bragg. Der Gesang ist gelegentlich sehr rau. Gary Millers Texte, in denen häufig das Alltagsleben in den nordenglischen Industrieregionen thematisiert wird, werden von Kritikern oft gelobt.

## Diskografie (Alben)
- Nee Gud Luck (1989)
- The First Few Drops (1991)
- Timeless Street (1992)
- Bloody Well Live! (1993)
- The Power And The Glory (1994)
- Bleeding Sketches (1995)
- Life’s Tapestry (1996)
- Think Positive (1998)
- Live On Radio Heemskerk (1998)
- A Few Drops More (1998)
- Here Come The Ranting Lads: Live! (1999)